# Little Walter
Little Walter, narozen jako Marion Walter Jacobs (1. května 1930 – 15. února 1968) byl americký zpěvák, hamonikář a kytarista, který spolupracoval i s Muddy Watersem.
V roce 1980 byl uveden do Blues Hall of Fame a v roce 2008 do Rock and Roll Hall of Fame, v sekci "Sideman".